# Rusichthys
Rusichthys – rodzaj ryb z rodziny diademkowatych (Pseudochromidae).

## Klasyfikacja
Gatunki zaliczane do tego rodzaju:
- Rusichthys explicitus
- Rusichthys plesiomorphus